# Светлянка (река)
Светля́нка — река в Удмуртии, протекает в Воткинском районе. Правый приток реки Чернушка.

## География
Река Светлянка берёт начало западнее деревни Романово. Течёт на север мимо села Светлое. Устье реки находится в 6,6 км по правому берегу реки Чернушка. Длина реки составляет 15 км. Высота устья — 107 м над уровнем моря. На реке образован пруд.
Система водного объекта: Чернушка → Вотка → Сива → Кама → Волга → Каспийское море.

## Данные водного реестра
По данным государственного водного реестра России относится к Камскому бассейновому округу, водохозяйственный участок реки — Кама от Воткинского гидроузла до Нижнекамского гидроузла, без рек Буй (от истока до Кармановского гидроузла), Иж, Ик и Белая, речной подбассейн реки — бассейны притоков Камы до впадения Белой. Речной бассейн реки — Кама.
Код объекта в государственном водном реестре — 10010101412111100015601.